# Mistrovství Evropy ve fotbale 2032
Mistrovství Evropy ve fotbale 2032, označované též jako UEFA Euro 2032, Euro 2032 bude 19. Mistrovství Evropy ve fotbale konané od června do července 2032 v Itálii a Turecku. 

## Kvalifikace

### Kvalifikované týmy
| Země    | Kvalifikace | Datum postupu  | Předchozí účast na ME                                                |
| ------- | ----------- | -------------- | -------------------------------------------------------------------- |
| Itálie  | pořadatel   | 10. října 2023 | 11 (1968, 1980, 1988, 1996, 2000, 2004, 2008, 2012, 2016, 2020, 2024 |
| Turecko | pořadatel   | 10. října 2023 | 6 (1996, 2000, 2008, 2016, 2020, 2024                                |